# Otto Ebnet
Otto Ebnet (* 15. September 1944 in Regensburg) ist ein ehemaliger deutscher Politiker der Sozialdemokratischen Partei Deutschlands (SPD). Er war von 2001 bis 2006 Wirtschaftsminister und von 2006 bis 2008 Minister für Verkehr, Bau und Landesentwicklung des Landes Mecklenburg-Vorpommern.

## Leben und Beruf
Nach dem Abitur im Jahr 1965 am Albrecht-Altdorfer-Gymnasium Regensburg leistete Ebnet den Wehrdienst ab und absolvierte ab 1967 ein Studium der Volkswirtschaftslehre an der Universität Regensburg, welches er 1972 als Diplom-Volkswirt beendete. Anschließend war er bis 1977 als wissenschaftlicher Assistent an der Universität Regensburg tätig. Im Jahr 1977 wurde er hier mit der Arbeit Die Besteuerung des Wertzuwachses – ein theoretischer Ansatz im Rahmen der Einkommensbesteuerung zum Dr. rer. pol. promoviert.
Danach wurde er Beamter im Bundesministerium der Finanzen. Hier war er auch persönlicher Referent des Bundesfinanzministers Hans Matthöfer. Im Jahr 1986 wurde er für seine Tätigkeit als wissenschaftlicher Mitarbeiter im Bereich Wirtschafts- und Finanzpolitik der SPD-Bundestagsfraktion als Beamter beurlaubt. Er war bis 1994 für die Fraktion tätig und arbeitete dabei für Hans Apel und Ingrid Matthäus-Maier.
Im November 2008 wurde Ebnet Wirtschaftsberater der Schweriner Oberbürgermeisterin Angelika Gramkow (Die Linke).
Otto Ebnet ist seit 1972 verheiratet und hat zwei Kinder.

## Öffentliche Ämter
Im Jahr 1994 wurde er als Staatssekretär im Wirtschaftsministerium in die von Ministerpräsident Berndt Seite (CDU) geführte Landesregierung von Mecklenburg-Vorpommern berufen. 1996 wechselte er in gleicher Dienststellung in das Finanzministerium.
Nach der Landtagswahl in Mecklenburg-Vorpommern 1998 wurde Ebnet am 3. November 1998 zum Chef der Staatskanzlei in der nun von Harald Ringstorff geleiteten Landesregierung ernannt. Vom 17. April 2001 bis zum 6. November 2006 war Ebnet Wirtschaftsminister des Landes Mecklenburg-Vorpommern. Vom 7. November 2006 bis zum 6. Oktober 2008 war er Minister für Verkehr, Bau und Landesentwicklung im SPD/CDU-Kabinett von Harald Ringstorff. Anlässlich der Frühjahrstagung der Verkehrsministerkonferenz vom 18./19. April 2007 in Wernigerode Unterzeichnung der Absichtserklärung zum Geschichtsprojekt Brocken-Erklärung. Nach dem Rücktritt von Ringstorff als Ministerpräsident Mecklenburg-Vorpommerns schied Otto Ebnet aus der Landesregierung aus.
Gegen Ebnet ermittelte die Staatsanwaltschaft im Prozess um mutmaßlichen Subventionsbetrug beim Bau des Hotelkomplexes Yachthafenresidenz Hohe Düne und forderte im Juni 2020 vor dem Landgericht Schwerin eine Haftstrafe von zwei Jahren und sechs Monaten wegen Beihilfe und der Untreue gegenüber dem Land Mecklenburg-Vorpommern. Das Landgericht Schwerin sprach Ebnet im August 2020 von diesen Vorwürfen frei. Bereits im Jahr 2013 hatte die Staatsanwaltschaft in dem Prozess vor dem Oberlandesgericht Rostock gegen Ebnet ermittelt; dieser Prozess endete im Jahr 2015 mit einem Freispruch, der im Jahr 2017 vom Bundesgerichtshof kassiert wurde. Auf die hiergegen gerichteten Revisionen der Staatsanwaltschaft hat der 6. Strafsenat des Bundesgerichtshofs das Urteil mit den Feststellungen aufgehoben, weil das Landgericht keine ausreichenden Feststellungen getroffen hat, die den Freispruch zu tragen vermögen. So hätte es mitteilen müssen, welche Angaben die Betreibergesellschaften in den Fördermittelanträgen, der begleitenden Dokumentation und in den Mittelabrufen gemacht haben. Ohne deren Kenntnis kann der Senat insbesondere nicht prüfen, ob durch unrichtige oder unvollständige Angaben das Vorliegen eines einheitlichen Projektes verschleiert wurde, um so (unrechtmäßig) die Pflicht zur Anmeldung des Vorhabens zur Prüfung und Genehmigung bei der Europäischen Kommission (Einzelfallnotifizierung für große Investitionsvorhaben mit Kosten von mehr als 50 Millionen Euro) zu umgehen und die höchstmögliche Förderung zu erhalten. (BGH Pressemitteilung Nr. 164/2022 vom 15. November 2022).
Der 6. Strafsenat des Bundesgerichtshofs hat die Sache zu neuer Verhandlung und Entscheidung an das Landgericht Schwerin zurückverwiesen.

## Kabinette
Otto Ebnet war Mitglied im Kabinett Seite II, Kabinett Ringstorff I, Kabinett Ringstorff II und im Kabinett Ringstorff III.